# Lexique
Pour les autres significations, voir Lexique (homonymie).
 (juillet 2019).
Si vous disposez d'ouvrages ou d'articles de référence ou si vous connaissez des sites web de qualité traitant du thème abordé ici, merci de compléter l'article en donnant les références utiles à sa vérifiabilité et en les liant à la section « Notes et références ».
Le lexique d'une langue est l'ensemble de ses mots (somme des vocabulaires utilisés), ou de façon plus précise en linguistique de ses lemmes. Les mots d'un lexique forment un tout, une sorte de système sémantique, qui évolue donc au fil du temps. Les rapports entre les mots, de forme et surtout de sens, ainsi qu'entre les sens d'un même mot, sont très divers.
La taille d'un lexique est très variable et dépend notamment de la diversité des domaines de connaissance ou techniques qu'elle permet d'exprimer. L'ampleur du lexique connu ou utilisé par chacun varie aussi très fortement, en fonction des milieux mais aussi des histoires et situations de vie. Les différences souvent fondamentales entre lexiques de différentes langues posent un problème essentiel de traduction, sans solution générale.
De nouveaux mots peuvent être créés dans toute langue, suivant des modes différents, et plus ou moins facilement, suivant les langues. Inversement, des mots disparaissent, remplacés ou non dans leur sens. Les mots changent aussi de signification suivant les époques, parfois radicalement, au fil des évolutions culturelles.

## Taille
La taille d'un lexique est, par nature, impossible à définir avec précision, car le seul moyen de se faire une idée de son étendue est le décompte des lemmes (ou entrées) d'un dictionnaire de cette langue, quand il existe.

### En synchronie
Aucun dictionnaire ne peut dénombrer tous les lemmes d'une langue. En effet, le vocabulaire spécialisé, les jargons, les sociolectes, les idiolectes, l'argot et tous les termes qui ne sont pas encore lexicalisés ne peuvent être comptabilisés. De plus, seule la langue écrite est réellement prise en compte dans l'édition des dictionnaires usuels : un grand nombre de sociolectes purement oraux échappe à toute investigation.
Un dictionnaire usuel, en effet, ne peut que recenser les termes écrits les plus attestés mais ne peut en aucun cas identifier tous les lemmes qui existent à un moment donné, en synchronie, dans la langue qu'il décrit. De plus, à supposer qu'une armée de lexicographes se mette à l'affût de tous les mots utilisés par les locuteurs d'une langue donnée, l'opération prendrait suffisamment de temps pour que le corpus établi soit caduc au moment de la publication. De nouveaux mots seraient en effet apparus et d'autres auraient disparu, d'autant plus dans les sociolectes oraux.
On peut se rendre compte de la difficulté que l'on a à préciser les limites d'un lexique en se demandant ce que signifie l'expression « ce mot n'existe pas ». Faut-il entendre qu'il n'existe pas parce qu'il n'est pas attesté dans le dictionnaire ? Auquel cas on peut se demander dans lequel. Faut-il entendre qu'un mot n'existe que parce qu'il existe un assez grand nombre de locuteurs qui le connaissent ? Auquel cas il n'est pas possible de donner un pourcentage exact de locuteurs nécessaires à cet effet. Enfin, faut-il que le mot soit connu ou utilisé ? Ce qui change grandement les données d'appréciation.
Par exemple, le mot paryponoïan n'existe pas pour le Trésor de la langue français informatisé. Pourtant, il est bien connu des spécialistes de rhétorique.
Pour finir, en supposant même que l'on trouverait moyen de réunir l'ensemble du lexique enregistré dans la totalité des dictionnaires, lexiques spécialisés y compris, il reste que certains procédés de construction de mots sont productifs, disponibles à tout moment pour la création d'occasionalismes voués à un oubli immédiat ou à une meilleure fortune. Tel est le cas de l'ajout de maints affixes du français : le préfixe re- lorsqu'il marque l'itération de l'action ou de l'état désigné dans le groupe verbal, le suffixe nominal -age, etc. Ainsi, sur la base wikipédi- du nom propre Wikipédia (cf. wikipédien[ne]) peut se construire °wikipédier, °rewikipédier et peut-être °rewikipédiage (l'indice ° signale des formes virtuelles), cf. infra la section « Création de nouveaux lemmes ». D'où une question supplémentaire : « prouver l'existence d'un mot » est une expression paradoxale si ce mot a effectivement été produit (par un locuteur natif adulte, par un enfant, par un étranger, etc.), ou encore si aucune règle ne semble s'opposer à sa formation. Tout au plus peut-on alors fonder cette inexistence en droit en arguant de la norme dictionnairique, du jugement de locuteurs considérés comme plus compétents, etc.
Pour une réfutation de la fixité du lexique en synchronie, on se reportera tout particulièrement aux travaux de Danielle Corbin.

### En diachronie
De plus, diachroniquement, le lexique d'une langue est en perpétuelle évolution : des lemmes apparaissent et disparaissent sans cesse des usages des locuteurs sans qu'il soit pour autant possible d'en recenser tous les cas, ne serait-ce parce que la disparition d'un mot ne peut être constatée que par les spécialistes (vu que les locuteurs n'utilisent plus ce mot) et que son apparition n'est pas forcément un gage de pérennité (qui peut dire si telle ou telle expression à la mode sera encore utilisée dans cinq ans ?). Les dictionnaires usuels ne recensent en effet les mots que quand ils atteignent une certaine fréquence d'emploi, laquelle, faute de mieux, est le plus souvent calculée à partir de corpus écrits.
Il faut souvent attendre qu'un terme nouveau soit suffisamment attesté par des sources variées pour que les dictionnaires l'acceptent comme lemme, certains étant plus restrictifs que d'autres (comme celui de l'Académie française). En effet, il ne serait pas utile de recenser des termes nouveaux qui ne sont que le reflet d'un effet de mode éphémère. Un dictionnaire usuel n'offre donc qu'un cliché du lexique, plus ou moins précis, mais jamais exact. Les dictionnaires étymologiques, quant à eux, recensent aussi des termes disparus et, paradoxalement, qui ne le sont pas réellement puisqu'à défaut d'être utilisés, ils n'en sont pas moins encore connus.

## Vie et mort des lemmes
Le lexique d'une langue est donc un ensemble de lemmes aux dimensions floues et variables. On l'a dit, outre qu'il est impossible de tous les recenser pour un état précis d'une langue, certains apparaissent ou disparaissent, rendant les limites encore plus difficiles à cerner.

### Création de nouveaux lemmes
Parmi les méthodes d'enrichissement du lexique, on peut compter principalement la dérivation (création d'un mot à partir d'un radical ou d'un thème morphologique préexistant), la composition (création d'une nouvelle unité de sens à partir de plusieurs lemmes assemblés) et l'emprunt lexical (emprunt d'un mot à une autre langue). On nomme toute création lexicale un néologisme. Quant à un signifiant préexistant est ajouté un nouveau signifié, il peut s'agir d'une catachrèse, d'une antonomase, d'un calque... Dans ce cas, ce n'est pas réellement un nouveau « mot » mais une extension de son sens.
Les mots apparaissent principalement pour répondre à un besoin, quand il faut un signifiant pour représenter un signifié (que celui-ci soit nouveau ou non : il peut s'agir de remplacer des signifiants usés pour garder leur signifié), ou bien pour des raisons de mode.
Il n'est pas toujours aisé de savoir quand un nouveau terme est apparu. Tout au plus peut-on s'en rendre compte quand il commence à être suffisamment employé par des locuteurs d'horizons divers. Généralement, les dictionnaires en recensent les premières attestations écrites (faute de mieux quand le lemme remonte à une époque à laquelle l'enregistrement de la voix n'existait pas ou bien parce que la lexicographie n'était pas assez développée) dans un texte reconnu (voire connu), qu'il soit littéraire ou non.

### Disparition des lemmes
Les raisons de la disparition d'un lemme sont nombreuses. On peut, rapidement, citer la disparition d'un signifiant pour un signifié qui n'existe plus, quand un objet ou une notion ont disparu de la vie quotidienne et qu'il n'y a plus besoin d'en parler. En règle générale, la disparition complète est assez rare car, même si un lemme n'est plus recensé par les dictionnaires courants, les textes plus anciens peuvent l'utiliser, auquel cas il existe encore, virtuellement, pour les personnes lisant ces textes. Ce n'est pas parce que le daguerréotype n'est plus utilisé et vendu que le mot le désignant a disparu.
La mode peut aussi jouer : actuellement, bath, au sens de « chic », semble désuet et est vraisemblablement appelé à disparaître, d'autant plus qu'il appartient au registre familier. De tels termes, souvent éphémères, apparaissent et disparaissent très fréquemment, portés par les médias et le monde de la mode (comme le show-business actuellement, mais aussi les Précieuses au XVIIe siècle, grandes créatrices de néologismes qui n'ont pas tous survécu), puis abandonnés rapidement au bénéfice d'un nouveau voire simplement oubliés (qui connaît encore le mot scopitone ?).
Enfin, l'usure phonétique peut jouer : quand, à force d'évolution phonétique, les mots deviennent trop courts pour être facilement identifiables, ils peuvent être protégés de la disparition en étant dérivés voire quitter simplement le lexique. C'est le cas pour abeille (du latin apicula, proprement « petite abeille » ; abeille est un emprunt à l'occitan) qui, au XIVe siècle, a remplacé la forme ef (du latin apis, forme classique du mot), devenue é, trop courte pour rester compréhensible. Si l'on ajoute à cela les homophones possibles (est, et, ait), l'on voit que le mot n'avait plus un assez grand rendement. Ce remplacement, cependant, n'a pas été soudain et il a existé dans le lexique plusieurs concurrents en concomitance pour désigner la même créature : avette, diminutif régulier de ef / é et mouchette, diminutif de mouche, entre autres. Abeille l'a cependant emporté, laissant dans son sillage disparaître ces formes parallèles, qui ont pu toutefois être conservées dans des parlures régionales.
Quelles que soient les raisons, le lexique ne diminue en fait que rarement. Il serait plus juste de dire qu'il se renouvelle. On peut, pour le français, recenser de nombreux mots médiévaux qui n'ont pas survécu au temps, comme cuider (« penser ») ou encore graindre / graigneur (« plus grand »), comparatif de grand. Encore peut-on dire que ces lemmes ne sont pas vraiment français mais propres à l'ancien français, qui n'est pas la même langue (la compréhension d'un texte en ancien français n'étant pas possible à un locuteur lambda). Ces deux exemples montrent bien que la langue est toujours capable de signifier ces notions. De plus, certains lemmes médiévaux ne disparaissent pas vraiment mais sont conservés sous une autre forme. Par exemple, la locution au jour d'hui s'est lexicalisée dans le courant du XIVe siècle, ce qui marquerait la naissance d'un nouvel adverbe. Dans le même mouvement, cependant, le mot hui (qui a le sens d’aujourd'hui) disparaissait : peut-on réellement parler de la disparition d'un lemme ? En fait, il y a là conservation du lemme hui, qui n'était plus suffisamment compréhensible, sous une autre forme.
En conclusion, on peut dire que l'apparition d'un néologisme est somme toute plus facile à cerner que la disparition d'un mot. En effet, pour dire qu'il a réellement disparu, il faut pouvoir affirmer que plus aucun locuteur ne l'emploie. Le fait qu'un mot ait disparu d'un dictionnaire usuel n'en constitue pas la preuve.

## Rapports entre les mots d'un même lexique
Les mots d'un lexique entretiennent entre eux des rapports sémantiques (liens entre les signifiés) ou formels (liens entre les signifiants) désignés par des termes techniques en -onymie (du grec ὄνυμα / ónuma, « mot ») :
- rapports sémantiques : antonymie, autonymie, éponymie, holonymie, hyperonymie, hyponymie, méronymie, pantonymie, synonymie ;
- rapports formels : homonymie, homophonie, homographie, paronymie.

## Sens courants
Par extension, un lexique est un ensemble de mots liés à un domaine (le lexique de l'armement), une personne (le lexique de Balzac) ou un ensemble de personnes (le lexique des jeunes). Dans la langue écrite, chaque scripteur a son propre vocabulaire, voire ses propres acceptions et préférences lexicales et sémantiques, en particulier pour ce qui est de la littérature et de la poésie. Il faut dans ce cas le comprendre comme une liste de termes organisés en système (selon Vegliante). Il sera alors synonyme de vocabulaire, idiolecte, glossaire, dictionnaire, etc. En lexicologie cette confusion des sens courants n'est pas acceptable. L'objet du travail devant être un corpus d'unités attestées et considérées avant toute lemmatisation, on traite du vocabulaire de tel ou tel domaine.

## Crible lexicologique
Fred Poché propose de transposer l'idée du « crible phonologique » de Nicolaï Troubetskoï, dans le domaine lexical. Il crée, alors, le concept de « crible lexicologique » pour rendre compte d’un phénomène de réception à l’intérieur d’une même langue et ce, à cause d’une lacune linguistique de l’auditeur. Le linguiste et philosophe évoque ainsi l’exemple du jeune de milieu défavorisé, au tatouage sur le bras, qui se met en colère lorsqu’on lui demande : « C’est indélébile ? ». En effet, ignorant le mot, il comprend : « C'est débile ». Le « crible lexicologique » se retrouve également lorsque le petit enfant parle des « soldats dalmatiens » - le nombre 101 ne lui étant pas encore connu. Il s'agit d'une manifestation (lexicale) de la « surdité phonologique » que nous avons devant une langue étrangère.